# Triticum timococcum
Triticum timococcum är en gräsart som beskrevs av Kostov. Triticum timococcum ingår i släktet veten, och familjen gräs. Inga underarter finns listade i Catalogue of Life.